# I Love Your Smile
Az I Love Your Smile című dal az amerikai Shanice 1991-ben megjelent első kimásolt kislemeze második Inner Child című albumáról. A dalban lévő szaxofon szólóban Branford Marsalis közreműködik. A dal végén lévő nevetés Janet Jackson és René Elizondotól származik. A dal producere Louis Biancaniello volt, a vokális részt pedig Narada Michael Walden készítette elő. A dal rádió változatában nincs rap betét, az album verzióban viszont megtalálható a rap betét.
Az I Love Your Smile című dal Shanice legismertebb és legsikeresebb dala. A csúcsot az amerikai Billboard 100-as listán érte el, ahol 2. helyezés lett. Mögötte George Michael és Elton John közös dala, a Don't Let The Sun Go Down On Me, valamint Right Said Fred I’m Too Sexy című dalai kullogtak. A dal 1991 decemberében és 1992 januárjában 4 hétig volt helyezés a Billboard Hot R&B / Hip-Hop dalok slágerlistáján. A dal az Egyesült Királyságban 2. míg a Holland Dutch Top 40-en 1. helyezést érte el, és több európai országban is slágerlistás helyezést ért el, úgy mint Svájcban, Svédországban, Norvégiában, Ausztriában, Írországban, valamint Ausztráliában is. 1992-ben Grammy-díjra jelölték a legjobb női R&B előadó kategóriában. 1992. május 25-én Jay Leno műsorában is elhangzott a dal, amikor Shanice volt a vendég. A dalhoz készült videóklipben Shanice egy stúdióban énekel, ahol több fotót is készített róla a klipben szereplő fotós.
Talib Kweli amerikai hiphopelőadó Hot Thing című dalában hivatkozik a dalra, mely 2007-es Eardrum című albumán található.

## Megjelenések
12"  Motown – 860 001-1
- A	I Love Your Smile	4:14
- B1	I Love Your Smile (Radio Version) 3:46
- B2	I Love Your Smile (Instrumental) 4:14

7"  Motown – 860 002-7
- A	I Love Your Smile (Driza Bone Single Remix) 3:50 Remix, Producer [Additional] – Driza Bone
- B	I Love Your Smile (Original Version) 3:46

## Feldolgozások
- 1998-ban a holland R'n'G Present Hands On Motown dolgozta fel a dalt[6]
- 2004-ben Tiffany Evans saját változatát készített el, mely az azonos címet viselő EP-n szerepel.[7]
- A Thaiföldi Kaori Kobayashi 2005-ös Solar című albumán szerepel a dal saját változatában.[8]
- A dán szaxofonos Jakob Elvstrøm SaxClub Vol. I[9] című 2009-es albumán szerepel.
- Az ukrán Julia Voice a dal ukrán változatát készítette el, mely "Vse o lyubvi" címen jelent meg[10]
- A dal zenei alapján a Zimbabwei Rockford Josphat 'Roki" dolgozta fel, Zuva Nezuva címmel 2012-ben, melyben SK és Pauline is szerepelt.[11]

## Közreműködő előadók
- Ének, rap: Shanice Wilson
- Szintetizátor, dob programok: Louis Biancaniello
- Dobok: Narada Michael Walden
- Szaxofon szóló: Branford Marsalis
- Háttér énekesek: Alyssa Lala, Crystal Wilson, David A. Miguel, David Lee, Diamond D, Eric Daniels, Jarvis La Rue Baker, Kathy Horton, Label Atkinson, Lisa Walden, Mike Mani

## Slágerlisták

### Heti összesítések
| Slágerlista (1991-92)                 | Legjobb helyezések   |
| ------------------------------------- | -------------------- |
| Ausztrália (ARIA)                     | 8                    |
| Ausztria (Ö3 Austria Top 40)          | 6                    |
| Belgium (Ultratop 50 Flanders)        | 5                    |
| Canada Top Singles (The Record)       | 2                    |
| Franciaország (Single Top 100)        | 7                    |
| Németország (Media Control Charts)    | 2                    |
| Italy (Hitparade)                     | 26                   |
| Irish IRMA Singles Chart 1            | 8                    |
| Hollandia (Single Top 100)            | 4                    |
| Hollandia (Top 40)                    | 1                    |
| Új-Zéland (Recorded Music NZ)         | 6                    |
| Norvégia (VG-lista)                   | 2                    |
| Spanyolország (PROMUSICAE)            | 9                    |
| Svédország (Sverigetopplistan)        | 4                    |
| Svájc (Schweizer Hitparade)           | 3                    |
| Egyesült Királyság (UK Singles Chart) | 55 (1991 megjelenés) |
| Egyesült Királyság (UK Singles Chart) | 2                    |
| US Billboard Hot 100                  | 2                    |
| US Radio Songs (Billboard)            | 1                    |
| US Hot R&B/Hip-Hop Songs (Billboard)  | 1                    |

1 Driza Bone remix

### Év végi összesítések
| Slágerlista (1992)   | Helyezés |
| -------------------- | -------- |
| Dutch Top 40         | 67       |
| Swiss Singles Chart  | 16       |
| US Billboard Hot 100 | 11       |